# Maria Fëdorovna Lubomirska
La principessa Maria Fëdorovna Lubomirska (Chmil'nyk, 16 luglio 1773 – San Pietroburgo, 15 marzo 1810) è stata una principessa e cortigiana polacca.
Fu nota anche coi nomi di Marianna Lubomirska, Maria Potockaya (dal cognome del primo marito, Antoni Protazy Potocki), Maria Zubova (dal cognome del secondo marito, Valerian Aleksandrovič Zubov) e Maria Uvarova (dal cognome del terzo marito, Fëdor Petrovič Uvarov).

## Biografia

### I primi anni

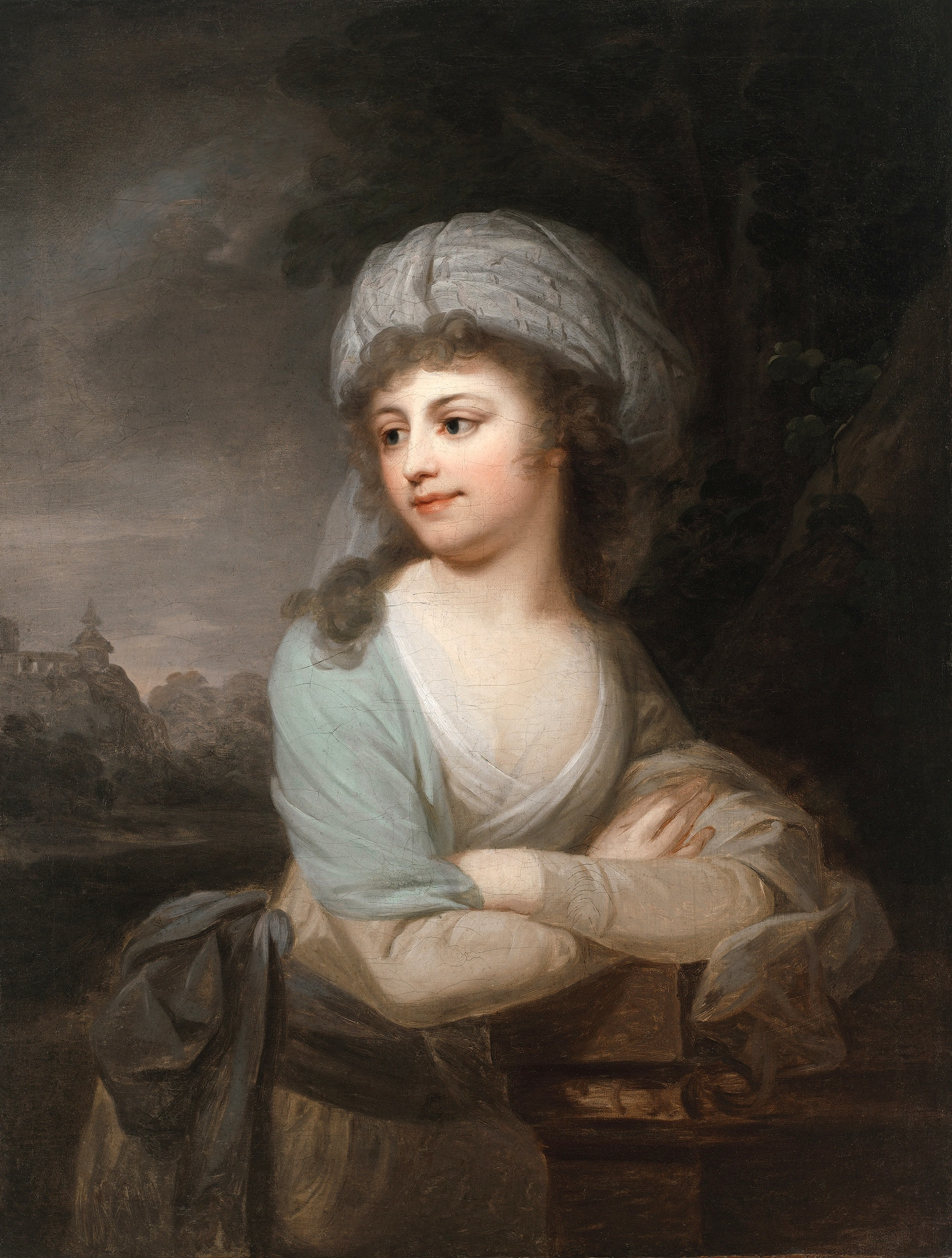
La giovane principessa Lubomirska in un ritratto di Josef Grassi.

Figlia primogenita del ricco principe polacco Kasper Lubomirski (1724-1780), nacque nell'attuale città ucraina di Chmil'nyk dove suo padre era in servizio come governatore. Ancora giovane sposò il ricco e nobile mercante polacco Antoni Protazy Potocki (1761-1801), il quale si era arricchito con il commercio nel Mar Nero al punto da acquisire il governatorato di Kiev e con una politica di attenta vicinanza alla Russia.
Il matrimonio fu ad ogni modo di breve durata. Maria abbandonò il marito per amore del giovane ufficiale conte Valerian Aleksandrovič Zubov (1771-1804) che incontrò a Varsavia nel 1792. Iniziò a vivere con questi in aperta convivenza, senza che vi fosse un divorzio formale dal marito, suscitando notevole scandalo a Varsavia. Quando la zarina Caterina II di Russia, segretamente innamorata di Zubov, gli ordinò di fare ritorno a San Pietroburgo, nel 1795 anche Maria lo seguì nella capitale russa.
Il 22 marzo 1796, a Mosca, Maria diede alla luce un figlio illegittimo avuto con Valerian, cui venne dato il nome di Platon in onore del fratello maggiore del marito. Ripresasi dal parto, seguì il convivente nella campagna militare in Persia, condividendo con lui tutte le difficoltà della vita militare. Sotto il regno dello zar Paolo I di Russia, visse sempre con Zubov nelle sue tenute tra Mosca e San Pietroburgo.

### Regina dell'alta società russa
Nel 1801 il giovane conte Potocki morì lasciando comunque a Maria una ricca eredità che portò in dote due anni più tardi al conte Zubov che poté così sposarla. Lo scrittore polacco Faddej Bulgarin disse di lei all'epoca:
Nei salotti di San Pietroburgo, la contessa era circondata da una folla di ammiratori, con i quali aveva rapporti tutt'altro che platonici. Tra loro c'erano i principi generali Aleksej Grigor'evič Ščerbatov e Pëtr Petrovič Dolgorukov. Quest'ultimo, nel maggio 1803, ingaggiò un duello a causa sua con il generale Nikolaj Michajlovič Borozdine, il quale rimase gravemente ferito ad una gamba al punto che i medici volevano amputargliela. Anni dopo, nel 1806, quando la contessa Zubova venne a sapere della morte improvvisa del generale Dolgorukov, ella non ne rimase affatto sconvolta, ma quella sera stessa si portò a divertirsi ad un ballo coi suoi ammiratori. L'arte della danza era una delle sue armi di seduzione e, come ricordava il poeta Sergej Nikiforovič Marin in una sua lettera a Michail Semënovič Voroncov, la sua specialità era il pas de chal che sembrava non avere eguali in tutta San Pietroburgo.

### Gli ultimi anni

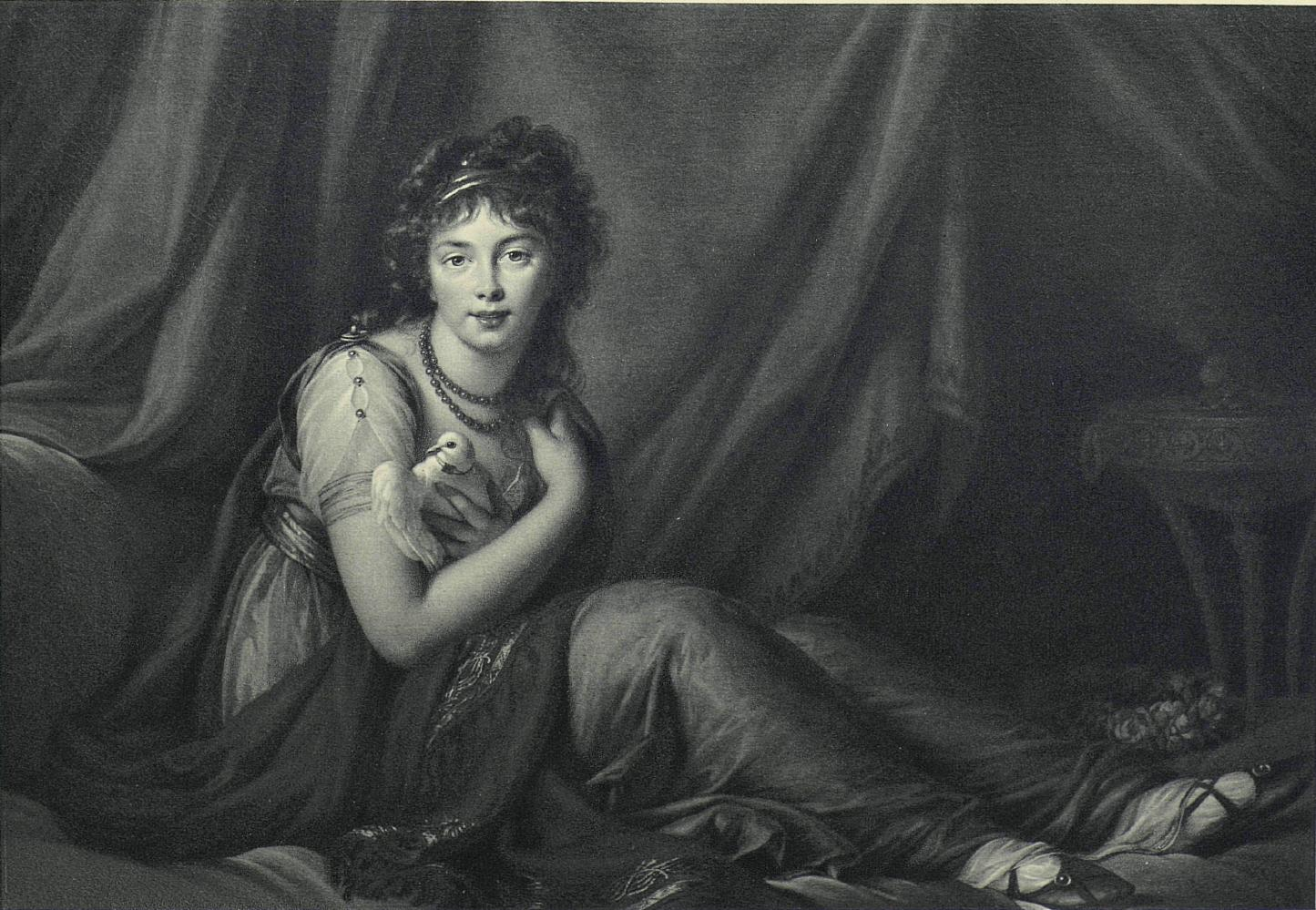
La principessa Lubomirska in un ritratto di Élisabeth Vigée Le Brun.

Nel giugno 1804, la contessa Zubova rimase vedova per la seconda volta, ma rifiutò l'eredità del marito che le spettava per legge in favore dei suoi cognati in cambio della pensione annua di 24.000 rubli a vita. Fece sensazione la sua relazione intrapresa poco dopo col principe Pavel Gavrilovič Gagarin (1777-1850), che a quel tempo era sposato con Anna Petrovna Lopuchina, favorita del defunto zar Paolo I di Russia. La zarina Elizaveta Alekseevna scriveva nel maggio del 1805:
Alla fine del 1805, la contessa si sposò per la terza volta, questa volta col generale di cavalleria Fëdor Petrovič Uvarov (1769-1824), persona molto legata ad Alessandro I di Russia. Fin dai primi giorni del loro matrimonio, Maria annunciò al marito che ella avrebbe continuato a condurre lo stile di vita che aveva condotto durante la sua vedovanza. Nel palazzo della coppia, radunò sovente la sua cerchia di ammiratori e, come annotò il conte Alexander von Benckendorff nelle sue memorie "supportata nei suoi problemi dai consigli della sua amica contessa moglie del generale Manteuffel, gettò la maschera e si rivelò per quello che era al marito". Lo stesso conte von Benckendorff ammise nei suoi diari di aver profittato della contessa nei momenti in cui Uvarov era a corte a San Pietroburgo giustificandosi così: "Era una delle donne più seducenti ed abili di tutta la Russia".
Il poeta russo Pëtr Andreevič Vjazemskij disse di lei:
Negli ultimi anni della sua vita fu gravemente malata al punto da rimanere paralizzata. Morì nel marzo del 1810 lasciando Uvarov con una grande eredità, che aveva ricevuto da suo padre e dal primo marito insieme. Venne sepolta nell'Ermitage di Sergiev, vicino a San Pietroburgo, non lontano dalla tomba di famiglia di conti Zubov.

## Figli
Maria una figlia dal primo marito:
- Emilia Potockaya (1790–18?), sposò in prime nozze il maggiore generale polacco Józef Kalinowski (m. 1825); in seconde nozze si risposò col tenente colonnello Evgraf Chelishchev.

Dal secondo marito ebbe un figlio:
- Platon Valerianovič Zubov (29 marzo 1796 - 23 settembre 1800), sepolto nell'ermitage di Sergiev nella tomba di famiglia degli Zubov.